# Valentin Thilo der Jüngere

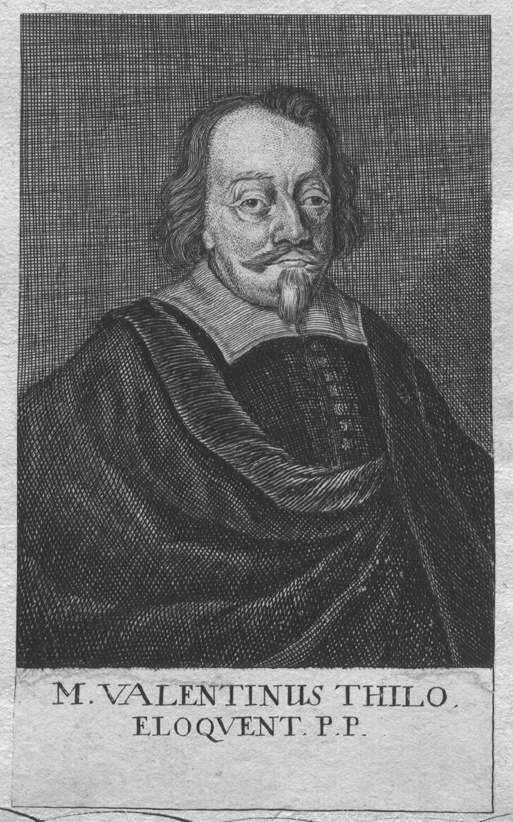
Valentin Thilo, zeitgenössischer Kupferstich

Valentin Thilo der Jüngere (* 19. April 1607 in Königsberg; † 27. Juli 1662 ebenda) war lutherischer Theologe, Professor der Rhetorik und Kirchenlieddichter.
Der Sohn von Valentin Thilo dem Älteren verlor seine Eltern durch die Pest 1620, als er 13 Jahre alt war. Er wurde von dem Pastor Georg Mylius und Professor Funk erzogen. 1624 begann er an der Albertus-Universität Königsberg Theologie zu studieren, aber auch Rhetorik und Geschichte. Hier war Samuel Fuchs sein Lehrer. Von 1632 bis 1634 studierte er in Leiden. 1634 erwarb er in Königsberg den Grad eines Magisters; im selben Jahr wurde er Professor der Rhetorik. Fünfmal war er Dekan der philosophischen Fakultät, zweimal Rektor der Universität.
Thilo war Mitglied der Kürbishütte um Simon Dach und betätigte sich wie sein Vater als Dichter von Kirchenliedern. Ihm wird die heute verbreitete Fassung des Adventslieds Mit Ernst, o Menschenkinder (EG 10) zugeschrieben, sowie weitere Lieder, die heute nicht mehr im Gesangbuch stehen, wie etwa Groß ist, Herr, deine Güte, sehr groß ist deine Treu (1639) und  Herr, unser Gott, wenn ich betrachte (1639).

## Schriften
- Orationes Academicae Varia Occasione Habitae, Cvm Alloqviis Natalitiis Et Eivs … 1653. (Digitalisat des Exemplars der Herzogin Anna Amalia Bibliothek)